# 異世界迷宮裡的後宮生活
《異世界迷宮裡的後宮生活》（日語：異世界迷宮で奴隷ハーレムを）是蘇我捨恥所著的日本輕小說。2011年4月至2019年11月以《異世界迷宮裡的奴隷後宮生活》之名在成為小說家吧連載（Web版）。2012年12月起由主婦之友社旗下英雄文庫以《異世界迷宮裡的後宮生活》為書名發行文庫版，由四季童子擔綱插畫，出版至今共13卷。
改編漫畫由冰樹一世繪畫，於《月刊少年Ace》2017年5月號刊載序章，同年6月號正式開始連載，出版至今共9卷。改編電視動畫於2022年7月6日至9月21日播映，動畫製作公司是Passione。動畫播放分為規制聲音和畫面的「TV放送ver.」、僅規制畫面的「後宮ver.」和無修正的「超後宮ver.」三種版本。

## 角色列表

### 道夫隊伍
加賀道夫（聲：八代拓）
本作主角。17歲。有點小看現實世界的空虛高中生。在一個奇怪網站上創建了遊戲角色之後，得到了99點的獎勵點數。清醒後發現自己被轉移到了異世界。獎勵裝備有「杜蘭德爾（攻擊力5倍、HP吸收、MP吸收、詠唱中斷）」和「決心戒指（攻擊強化、對人強化）」。
通過一人闖迷宮和狩獵高等盜賊的努力下，終於買下了日思夜想的獸人奴隸「羅克珊」。後為了攻略更高層的迷宮，又買了矮人奴隸「賽璃」。
羅克珊（聲：三上枝織）
16歲。在奴隸商的店中出售的獸人狼族巨乳少女（正宮）。原價60萬納魯，因主角技能特惠價42萬2800納魯，堅信着道夫會在約好的日期內過來買下她而等待着他。支持着缺乏異世界常識的道夫並和他一同行動，年紀輕輕就有獸人狼族專屬職業「獸戰士」。在戰鬥中負責前衛。
賽璃（聲：井澤詩織）
16歲。在奴隸商的店中出售的矮人少女。道夫購買的第二個女奴隸（後宮）原價25萬納魯，因主角技能特惠價17萬7800納魯。身材嬌小力氣大耳朵尖髮量多是其特點，原以為自己無法成為「鍛造師」的原因是缺乏相關才能，但在道夫的幫助下，成功獲得了矮人專屬職業「鍛造師」。由於家中負責賺錢的哥哥受傷，因此為了降低家人的支出，自願被家人賣掉，成為奴隸。
米利亞（聲：黑木穗乃香）
15歲。在奴隸商店中出售的獸人貓族少女。因為在禁止捕撈的地區捕魚被抓而淪為奴隸。持有獸人貓專屬職業「海女」，道夫購買的第三個女奴隸（後宮）。
維絲塔（聲：本泉莉奈）
15歲。在奴隸拍賣會上競標買下的龍人族巨乳少女，65萬納魯。道夫購買的第四個女奴隸（後宮）。具有龍人族專屬職業「龍騎士」。
魯蒂娜（聲：井澤美香子）
15歲。父親是精靈族的伯爵，因為父親發起政變失敗而淪為公爵家的奴隸，公爵因為想拉攏道夫而將這政敵的女兒暫放給予的精靈族少女。

### 異世界居民
索瑪拉
道夫轉生異世界時甦醒的馬廄，該馬廄所有的初始村的村長。
維克（聲：小伏伸之）
初始村的商人，將道夫、盜賊裝備品與奴隸運送至貝伊魯。
亞藍（聲：三宅健太）
道夫最初遇到的奴隸商人。相當看重道夫，羅克珊和賽璃皆是從他手中買下。

## 出版書籍

### 輕小說
| 卷數 | 主婦之友社→Imagica Infos | 主婦之友社→Imagica Infos |
| 卷數 | 發售日期                 | ISBN                     |
| ---- | ------------------------ | ------------------------ |
| 1    | 2012年12月21日           | ISBN 978-4-07-285942-1   |
| 2    | 2013年4月30日            | ISBN 978-4-07-289673-0   |
| 3    | 2013年11月29日           | ISBN 978-4-07-293798-3   |
| 4    | 2014年5月30日            | ISBN 978-4-07-297187-1   |
| 5    | 2015年4月27日            | ISBN 978-4-07-413191-4   |
| 6    | 2015年12月28日           | ISBN 978-4-07-414322-1   |
| 7    | 2017年2月27日            | ISBN 978-4-07-423657-2   |
| 8    | 2017年11月30日           | ISBN 978-4-07-428637-9   |
| 9    | 2018年12月28日           | ISBN 978-4-07-436358-2   |
| 10   | 2020年3月30日            | ISBN 978-4-07-442821-2   |
| 11   | 2020年12月28日           | ISBN 978-4-07-447190-4   |
| 12   | 2022年1月31日            | ISBN 978-4-07-449757-7   |
| 13   | 2024年4月30日            | ISBN 978-4-07-459483-2   |

2018年4月27日起，於各電子書平台發行電子書版本。

### 漫畫
| 卷數 | KADOKAWA       | KADOKAWA                                               | 台灣角川       | 台灣角川               |
| 卷數 | 發售日期       | ISBN                                                   | 發售日期       | ISBN                   |
| ---- | -------------- | ------------------------------------------------------ | -------------- | ---------------------- |
| 1    | 2017年11月25日 | ISBN 978-4-04-106205-0                                 | 2019年8月1日   | ISBN 978-957-74-3184-4 |
| 2    | 2018年4月26日  | ISBN 978-4-04-106721-5                                 | 2020年1月22日  | ISBN 978-957-74-3487-6 |
| 3    | 2018年10月26日 | ISBN 978-4-04-107475-6                                 | 2020年1月22日  | ISBN 978-957-74-3488-3 |
| 4    | 2019年4月26日  | ISBN 978-4-04-107476-3                                 | 2020年1月22日  | ISBN 978-957-74-3489-0 |
| 5    | 2020年1月24日  | ISBN 978-4-04-109048-0                                 | 2020年7月16日  | ISBN 978-957-74-3860-7 |
| 6    | 2020年8月26日  | ISBN 978-4-04-109731-1                                 | 2021年5月10日  | ISBN 978-986-52-4478-1 |
| 7    | 2021年3月26日  | ISBN 978-4-04-109732-8                                 | 2021年12月15日 | ISBN 978-626-32-1071-4 |
| 8    | 2022年3月25日  | ISBN 978-4-04-112122-1                                 | 2022年8月25日  | ISBN 978-626-32-1687-7 |
| 9    | 2023年2月25日  | ISBN 978-4-04-113429-0                                 | 2023年12月14日 | ISBN 978-626-378-205-1 |
| 10   | 2024年1月26日  | ISBN 978-4-04-114549-4                                 | 2024年10月24日 | ISBN 978-626-400-667-5 |
| 11   | 2025年2月26日  | ISBN 978-4-04-115863-0ISBN 978-4-04-115725-1（限定版） |                |                        |

## 宣傳
2022年1月31日，小說第12卷發售當日，在英雄文庫官方YouTube頻道公開一段由Hololive旗下虛擬YouTuber亞綺·羅森塔爾旁白的宣傳片。

## 迴響
截至2015年5月，系列累積發行超過25萬本。截至2018年12月，發行超過95萬本。截至2020年3月，發行超過180萬本。改編漫畫入圍2020年電子漫畫大獎（みんなが選ぶ!!電子コミック大賞）男性部門提名名單。
小說第5卷出版首週於Oricon公信榜輕小說週榜上獲得第1位，並於文庫週榜上獲得第7位。小說第7卷出版首週於輕小說週榜上獲得第2位，並於文庫週榜上獲得第8位。
據日本電子書平台BOOK☆WALKER統計，《異世界迷宮裡的後宮生活》漫畫系列2018年在該平台的銷量在所有類別的書籍中排名第8名，2019年為第6名；2020年為第3名，僅次於《鬼滅之刃》和《關於我轉生變成史萊姆這檔事》漫畫版；2021年上半年為第2名，僅次於時隔兩年回歸第1名的《關於我轉生變成史萊姆這檔事》漫畫版；2021年全年度為第4名。

## 電視動畫
2020年12月11日，英雄文庫官方在Twitter上宣布已有製作電視動畫的計劃在進行當中。
2022年1月18日，宣佈改編電視動畫將於2022年首播。漫畫單行本第8卷於同年3月25日發售，其書腰帶印有改編電視動畫定於同月7月首播的消息，也因此該消息在漫畫第8卷正式發售前已公開。該書腰帶上印有由動畫人物設定師宇野真（うのまこと）繪畫的男女主角。3月25日當日，官方正式宣佈改編電視動畫定於同月7月首播，並公開前導視覺圖、男女主角的聲優和主要製作陣容。男女主角的聲優分別是八代拓和三上枝織。動畫製作公司是曾製作《異種族風俗娘評鑑指南》和《陰陽眼見子》的Passione。
動畫播放分為規制聲音和畫面的「TV放送ver.」、僅規制畫面的「後宮ver.」和無修正的「超後宮ver.」三種版本。

### 製作人員
- 原作：蘇我捨恥
- 角色原案：四季童子、冰樹一世
- 導演：龍輪直征
- 副導演：青柳宏宜
- 系列構成：砂山藏澄
- 人物設定：宇野真（うのまこと）
- 編輯：丹彩子
- 色彩設計：伊予實美子
- 美術設定：長澤順子
- 美術監督：長澤順子
- 攝影監督：關谷能弘
- 音樂：菊谷知樹
- 音樂製作：KADOKAWA
- 音響監督：菅原輝明
- 音響效果：豬俁泰史
- 音響製作：Cloud22
- 動畫製作：Passione
- 製作：《異世界迷宮裡的後宮生活》製作委員會[6][8]

### 主題曲
片頭曲《Oath》
作詞：陽茉莉-himari-，作曲、編曲：fu_mou，主唱：羅克珊（三上枝織）
片尾曲
作詞：烏屋茶房，作曲、編曲：篠崎彩、橘亮祐，主唱：加賀道夫（八代拓）、亞藍（三宅健太）

### 集數列表
| 集數 | 日文標題 | 中文標題 | 編劇     | 分鏡               | 演出 | 作畫監督 | 總作畫監督                                                               | 首播日期 （2022年） |
| ---- | -------- | -------- | -------- | ------------------ | --- | --- | ------------------------------------------------------------------------ | ------------------- |
| #01  |          | 相遇     | 砂山藏澄 | 龍輪直征           | 青柳宏宜 | 村田陽祐、黑田和也、瀧吾郎、舛舘俊秀、坂田理 五反孝幸、井上貴騎、山崎克之、丸山修二、壽夢龍、中尾高之        | 宇野真、渡邊義弘、櫻井正明 武本大介、出雲譽明、石原惠治                  | 7月6日              |
| #02  |          | 理財計劃 | 砂山藏澄 | 佐野隆史           | 下司泰弘 | 壽夢龍、柳瀨讓二、武本大介、小橋陽介、Debris札幌                                                             | 宇野真、石原惠治、櫻井正明、佐藤敏明                                     | 7月13日             |
| #03  |          | 獲得     | 砂山藏澄 | 佐野隆史           | 嵯峨敏 | 小林史緒里、櫻井正明、佐藤敏明、鈴木健史、瀧吾郎 中尾高之、舛舘俊秀、柳瀨讓二、若山政志、                    | 宇野真、五反孝幸                                                         | 7月20日             |
| #04  |          | 畢業     | 砂山藏澄 | 高橋丈夫           | 古賀一臣 | 壽夢龍、若山政志、佐藤敏明                                                                                   | 宇野真、渡邊義弘、橋本英樹                                               | 7月27日             |
| #05  |          | 結晶     |          | 高橋成世           | 藏本穗高 | 鐘文山、井上貴騎                                                                                             | 出雲譽明、石原惠治、富岡寬 櫻井正明、橋本英樹                            | 8月3日              |
| #06  |          | 試練     | 砂山藏澄 | 嵯峨敏             | 嵯峨敏 | 中村優作、舛舘俊秀、佐藤敏明、柳瀨讓二、小林史緒里 佐佐木洋也、村田陽佑、壽夢龍、、佐藤好 石田啓一、中尾高之 | 櫻井正明、武本大介、富岡寬 出雲譽明、井上貴騎                            | 8月10日             |
| #07  |          | 魔法     | 砂山藏澄 | 松園公             | 加藤峻一 | 石田啓一、井上貴騎、 小林史緒里、佐佐木洋也、壽夢龍 中村優作、中尾高之、村松尚雄、柳瀨讓二                   | 石原惠治、出雲譽明、五反孝幸 坂田理、櫻井正明、武本大介 富岡寬、橋本英樹 | 8月17日             |
| #08  |          | 新居     |          | 五反孝幸           | 青柳宏宜 | 佐藤好、鈴木健史、小林史緒里 舛舘俊秀、、Tin 佐藤敏明、柳瀨讓二、村松尚雄、櫻井正明                          | 五反孝幸                                                                 | 8月24日             |
| #09  |          | 澡堂     | 高橋成世 | 深瀨重             | 清水拓磨、柿畑文乃、谷本馨 Zearth Sato、郁山想、宇津野奈緒美 石原惠治、、小橋陽介                                                                                   | 宇野真、五反孝幸 井上貴騎、武本大介 富岡寬、櫻井正明                                                         | 8月31日                                                                  |                     |
| #10  |          | 憂愁     | 佐野隆史 | 加藤峻一、青柳宏宜 | 鈴木健史、舛舘俊秀、 壽夢龍、小林史緒里、中村優作 小橋陽介、橋本英樹、出雲譽明 石原恵治、村田陽佑、坂田理、村松尚雄 石田啓一、中尾高之、福島達也、佐藤好 Debris札幌 | 五反孝幸、富岡寬 櫻井正明                                                                                    | 9月7日                                                                   |                     |
| #11  |          | 順序     | 砂山藏澄 | 高橋丈夫           | 北村充基、淺利藤彰 | 佐藤敏明、𠮷田潤、EN.studio、楊明坤                                                                          | 櫻井正明、富岡寬                                                         | 9月14日             |
| #12  |          | 人類     | 砂山藏澄 | 久保雄介           | 久保雄介 | 小橋陽介、佐藤好、中村優作 Zearth Sato、小林史緒里、鈴木健史 、中尾高之、舛舘俊秀 石田啓一、村田陽佑、楊明坤 | 櫻井正明、富岡寬 坂田理                                                  | 9月21日             |

### 播映平台
日本深夜動畫：下文記載的日本国内播放時間使用日本標準時間（UTC+9）表示。因為部分時間标识會採用30小时制，因此請留意这类超过24:00的时间，其實際播放時間為翌日清晨。
| 播放日期              | 播放時間（UTC+9）    | 播放電視台 | 播放地區 | 備註                              |
| --------------------- | -------------------- | ---------- | -------- | --------------------------------- |
| 2022年7月6日－9月21日 | 星期三 23:00 - 24:00 | AT-X       | 日本全國 | 衞星廣播，有重播 R15+，超後宮ver. |
| 2022年7月6日－9月21日 | 星期三 25:35 - 26:05 | TOKYO MX   | 東京都   |                                   |
| 2022年7月9日－9月24日 | 星期三 27:00 - 27:30 | BS11       | 日本全國 | 衞星廣播                          |

| 播映地區         | 播映平台                                                                                    | 播映日期              | 播映時間              | 備註          |
| ---------------- | ------------------------------------------------------------------------------------------- | --------------------- | --------------------- | ------------- |
| 亞洲、大洋洲     | Ani-One Asia YouTube頻道                                                                    | 2022年7月6日－9月21日 | 星期三 22:30（UTC+8） | [ 58 ] [ 59 ] |
| 臺灣             | 巴哈姆特動畫瘋、KKTV、Hami Video、中華電信MOD、遠傳friDay影音、myVideo、LINE TV、CATCHPLAY+ | 2022年7月6日－9月21日 | 星期三 22:30（UTC+8） | [ 60 ]        |
| 香港、澳門、臺灣 | bilibili                                                                                    | 2022年7月6日－9月21日 | 星期三 22:30（UTC+8） | [ 61 ]        |

## 外部連結
- 小說連載網站 - 成為小說家吧（日語）
- 小說文庫版官方網站 - 主婦之友社（日語）
- 漫畫官方網站 - 月刊少年Ace（日語）
- 【試閱】《異世界迷宮裡的後宮生活》努力冒險賺錢 享受夢幻般的後宮生活（繁體中文）
- 電視動畫官方網站（日語）
- 電視動畫的X（前Twitter）（日語）